# The Great American Bash (1991)
The Great American Bash 1991 foi realizado em 14 de julho de 1991 no Baltimore Arena em Baltimore, Maryland.
O evento principal seria uma Steel cage match entre o então campeão Ric Flair e Lex Luger pelo WCW World Championship. Porém dias antes do evento o WCW Executive Vice President Jim Herd demitiu Flair e retirou seu título. Flair porém não devolveu o cinturão original e o levou consigo para a World Wrestling Federation. A WCW viu-se obrigada a improvisar, pois não havia mais tempo para criar um novo cinturão para o  WCW World Heavyweight Championship. Então utilizou o cinturão do Florida Heavyweight Championship que pertencia a Dusty Rhodes.
Um fato curioso é que este é considerado o pior American Bash da história deste pay-per-view.

## Resultados
| #    | Lutas | Estipulação         | Tempo |
| ---- | --- | ------------------- | ----- |
| Dark | The Junkyard Dog derrotou Black Bart. | Singles match       | 12:45 |
| 1    | P.N. News e Bobby Eaton derrotaram Steve Austin e Terrance Taylor (com Lady Blossom). | Scaffold match      | 6:19  |
| 2    | The Yellow Dog derrotou Johnny B. Badd (com Teddy Long) por desqualificação. | Singles match       | 6:00  |
| 3    | Ron Simmons derrotou Oz (com Merlin the Wizard). | Singles match       | 7:55  |
| 4    | Big Josh derrotou Black Blood e (com Kevin Sullivan). | Lumberjack match    | 5:39  |
| 5    | Dustin Rhodes e The Southern Boys (Tracy Smothers e Steve Armstrong) derrotaram The Fabulous Freebirds (Badstreet, Jimmy Garvin, Michael Hayes) (com Big Daddy Dink). Hayes fez o pin em Armstrong (13:49) Hayes foi desqualificado (14:04) Garvin fez o pin em Smothers (15:16) Rhodes fez o pin em Garvin (15:24) Rhodes fez o pin em Badstreet (17:10) | Elimination match   | 17:10 |
| 6    | The Diamond Stud (com Diamond Dallas Page) derrotou Tom Zenk. | Singles match       | 9:00  |
| 7    | El Gigante derrotou One Man Gang (com Kevin Sullivan). | Singles match       | 6:13  |
| 8    | Richard Morton (com Alexandra York) derrotou Robert Gibson. | Singles match       | 17:03 |
| 9    | Nikita Koloff derrotou Sting. | Russian Chain match | 11:38 |
| 10   | Lex Luger derrotou Barry Windham. Para vencer o vago WCW World Heavyweight Championship. | Steel Cage match    | 12:25 |
| 11   | Rick Steiner e Missy Hyatt derrotaram Arn Anderson e Paul E. Dangerously. | Steel cage match    | 2:08  |